# Кіньківці
Кіньківці (пол. Kuńkowce) — село на Закерзонні в Польщі, у гміні Перемишль Перемишльського повіту Підкарпатського воєводства.
Населення — 632 особи (2011).

## Розташування
Село розташоване за 5 км на північний захід від Перемишля та 58 км на південний схід від Ряшева.

## Історія
Село згадується в документі 1469 р.
За королівською люстрацією 1589 р. село входило до складу Перемишльської землі Руського воєводства, у селі було 6 ланів оброблюваної землі, млин, 2 загородники і 3 коморники убогих.
У 1880 р. Кіньківці належали до Перемишльського повіту Королівства Галичини та Володимирії Австро-Угорської імперії, у селі було 206 жителів і 17 на землях фільварку (більшість — греко-католики, за винятком кільканадцяти римо-католиків), у 1890 р. було 223 мешканці (194 греко-католики, 17 римо-католиків і 12 юдеїв)
У 1939 році в селі проживало 690 мешканців, з них 200 українців, 280 поляків, 200 польських колоністів міжвоєнного періоду і 10 євреїв. Село входило до ґміни Кіньківці Перемишльського повіту Львівського воєводства. Греко-католики належали до парафії Вапівці Перемиського деканату Перемишльської єпархії.
Після Другої світової війни українців добровільно-примусово виселяли в СРСР, зокрема 4 грудня 1945 р. кілька родин виїхало зі станції в Перемишлі. Решту українців з 28 квітня до 10 травня 1947 р. в ході етнічної чистки під час проведення Операції «Вісла» 72 українця з села було депортовано на понімецькі землі у західній та північній частині польської держави (в селі залишено 360 поляків).
У 1975-1998 роках село належало до Перемишльського воєводства.

## Демографія
Демографічна структура станом на 31 березня 2011 року:
|          | Загалом | Допрацездатний вік | Працездатний вік | Постпрацездатний вік |
| -------- | ------- | ------------------ | ---------------- | -------------------- |
| Чоловіки | 315     | 62                 | 225              | 28                   |
| Жінки    | 317     | 50                 | 200              | 67                   |
| Разом    | 632     | 112                | 425              | 95                   |

## Церква
У 1846 р. українці збудували муровану греко-католицьку церкву Успення Пр. Богородиці. До їх депортації була філіяльною церквою, яка належала до парафії Вапівці Перемиського деканату Перемишльської єпархії.